# Lucy (álbum de Maaya Sakamoto)
Lucy  é o terceiro álbum de estúdio de Maaya Sakamoto. Foi lançado em 28 de março de 2001 pela Victor Entertainment e possui doze faixas. Foi relançado em 2010 pela FlyingDog (subsidiária da Victor Entertainment criada posteriormente).

## Produção
Após DIVE, Tim Jensen volta a escrever uma música em inglês para Sakamoto. E a parceria com Yoko Kanno continua forte, com esta não só produzindo o álbum, mas compondo todas as músicas. Sakamoto, por sua vez, assume mais responsabilidades e cria mais letras do que costumava fazer até então.
No relançamento de 2010, o álbum teve uma capa nova, com o nome "Lucy" estampado.

## Recepção
O álbum ficou três semanas no Oricon Albums Chart, chegando à 16ª posição.
O CD Journal, ao analisar o álbum, elogia a habilidade vocal da cantora, chamando-a de genial. Também destaca as músicas "Mameshiba" e "Strobe no Sora".
No relançamento de 2010, Toshihiro Baba, da Tower Records, disse que "Diferentemente do que possa ser esperado da abordagem com mais elementos de rock do álbum anterior, DIVE, este tem canções com notas mais simples, numa tentativa de levar o ouvindo a se concentrar mais na voz de Maaya Sakamoto. O espírito das composições de Kanno também é naturalmente transmitido. Como pode-se ver pela capa, há impressionantes trabalhos de guitarra (tocada por Tsuneo Imahori), dando uma sensação pop orgânica e natural. A última música remete ao talento de Sakamoto como atriz de teatro musical." 

## Legado
"Mameshiba" e "Kuuki to Hoshi" foram usadas, respectivamente, como abertura e encerramento do anime Earth Girl Arjuna.

## Faixas
| N.º            | Título                                      | Letras         | Música         | Arranjo        | Duração |  |
| 1.             | "Lucy"                                      | instrumental   | Yoko Kanno     | Y. Kanno       | 1:45    |  |
| 2.             | "Mameshiba"                                 | M. Sakamoto    | Y. Kanno       | Y. Kanno       | 6:09    |  |
| 3.             | "Strobe no Sora"                            | M. Sakamoto    | Y. Kanno       | Y. Kanno       | 5:03    |  |
| 4.             | "Alkaloid"                                  | M. Sakamoto    | Y. Kanno       | Y. Kanno       | 4:12    |  |
| 5.             | "Koucha"                                    | M. Sakamoto    | Y. Kanno       | Y. Kanno       | 5:33    |  |
| 6.             | "Kinobori to Akai Skirt"                    | Yuho Iwasato   | Y. Kanno       | Y. Kanno       | 5:37    |  |
| 7.             | "Life is good"                              | Tim Jensen     | Y. Kanno       | Y. Kanno       | 4:15    |  |
| 8.             | "Honey bunny"                               | M. Sakamoto    | Y. Kanno       | Y. Kanno       | 5:11    |  |
| 9.             | "T-Shirt"                                   | M. Sakamoto    | Y. Kanno       | Y. Kanno       | 6:16    |  |
| 10.            | "Kuuki to Hoshi"                            | Y. Iwasato     | Y. Kanno       | Y. Kanno       | 5:22    |  |
| 11.            | "Rule ~ Iroasenai Hibi"                     | Y. Iwasato     | Y. Kanno       | Y. Kanno       | 5:31    |  |
| 12.            | "Watashi wa Oka no Ue kara Kabin wo Nageru" | M. Sakamoto    | Y. Kanno       | Y. Kanno       | 4:45    |  |
| Duração total: | Duração total:                              | Duração total: | Duração total: | Duração total: | 59:39   |  |